# Sitapur (stad)
Sitapur is een stad en gemeente in de Indiase staat Uttar Pradesh. Het is de hoofdstad van het gelijknamige district Sitapur. De stad ligt aan de rivier de Sarayan.

## Demografie
Volgens de Indiase volkstelling van 2001 wonen er 151.827 mensen in Sitapur, waarvan 52% mannelijk en 48% vrouwelijk is. De plaats heeft een alfabetiseringsgraad van 68%.